# Route nationale 39 (Luxembourg)
Pour les articles homonymes, voir N39 et Route nationale 39.
La route nationale 39 est une route nationale luxembourgeoise.
Cette courte route relie le giratoire avec le chemin repris 161, à l'entrée de la zone d'activités Krakelshaff, à l'échangeur no 8 de l'autoroute A13 et à la route nationale 31 à Burange. Elle permet notamment l'accès à la gare multimodale de Bettembourg.